# Donosy (przystanek kolejowy)
Donosy – nieczynny przystanek kolei wąskotorowej (Świętokrzyska Kolej Dojazdowa) w Odonowie, w województwie świętokrzyskim, w Polsce.